# Cribraria
Cribaria est aussi un synonyme du genre de gastéropodes marins Cribrarula.
Genre
Taxons de rang inférieur
Synonymes
- Dictydium Schrad., 1797[2]
- Heterodictyon Rostaf., 1873[3]

Cribraria est un genre d'amibozoaires de la famille des Cribrariaceae et de l'ordre des Liceales.

## Espèces
Selon Index Fungorum (site consulté le 19/03/2018)
- Cribraria angulospora - Cribraria argillacea - Cribraria atrofusca - Cribraria aurantiaca - Cribraria badia - Cribraria bieniaszii - Cribraria bulliardii - Cribraria candida - Cribraria cernua - Cribraria coccinea - Cribraria colossea - Cribraria confusa - Cribraria costata - Cribraria cribrarioides - Cribraria cuprea - Cribraria dictydioides - Cribraria dictyospora - Cribraria didermoides - Cribraria elata - Cribraria elegans - Cribraria enodis - Cribraria exigua - Cribraria exiles - Cribraria ferruginea - Cribraria filiformis - Cribraria fragilis - Cribraria fulva - Cribraria intermedia - Cribraria intricata - Cribraria irregularis - Cribraria languescens - Cribraria laxa - Cribraria lepida - Cribraria lycopodii - Cribraria macrocarpa - Cribraria macrospora - Cribraria macrostipitata - Cribraria martinii - Cribraria media - Cribraria meylanii - Cribraria microcarpa - Cribraria micropus - Cribraria microscopica - Cribraria minima - Cribraria minutissima - Cribraria mirabilis - Cribraria montana - Cribraria mutabilis - Cribraria oregana - Cribraria pachydictyon - Cribraria pallida - Cribraria paucicostata - Cribraria paucidictyon - Cribraria perpusilla - Cribraria persoonii - Cribraria pertenuis - Cribraria piriformis - Cribraria purpurea - Cribraria rubiginosa - Cribraria rufa - Cribraria rutila - Cribraria splendens - Cribraria stellata - Cribraria stellifera - Cribraria straminiformis - Cribraria tatrica - Cribraria tecta - Cribraria tenella - Cribraria variabilis - Cribraria venosa - Cribraria violacea - Cribraria vulgaris - Cribraria zonatispora

Selon NCBI (site consulté le 19/03/2018)
- Cribraria argillacea - Cribraria cancellata - Cribraria intricata - Cribraria tenella - Cribraria violacea - Cribraria vulgaris